# Kanon (Computerspiel)
Kanon ist ein von Key entwickeltes Ren’ai-Adventure-Computerspiel – eine spezifisch japanische Ausprägung eines Abenteuerspiels –, dessen Entwicklung vom Softwareverlag Visual Art’s unterstützt wurde.
Das Spiel besitzt einen linearen Verlauf, bei dem der Spieler zu festgelegten Zeitpunkten aus verschiedenen angezeigten Möglichkeiten auswählen kann. Es ist dabei so angelegt, dass der Spieler sich auf die komplexe Geschichte und die Reize der fünf weiblichen Hauptcharaktere einlassen soll. Es nutzt dazu tragische Handlungselemente und eine ausgeprägte Form des Kindchenschemas. Im Gegensatz zu vielen vorherigen Spielen des Genres verzichtet Kanon fast vollständig auf erotische Elemente. Damit half es bei der Evolution des Erogē-Genres mit, das sich von einer simplen Vergewaltigungshandlung zu einer romantischen, visuell unterstützten Erzählung mit komplexer Handlung entwickelte.
Aufgrund des großen Erfolges des in erster Linie auf eine Beziehung zu den Charakteren ausgerichteten Spiels erschienen nach der PC-Eroge-Fassung auch Versionen für alle Altersklassen für Windows, Dreamcast, PlayStation 2, PlayStation Portable und Mobiltelefone (FOMA).
Aufbauend auf der Handlung des Adventures entstanden zahlreiche Adaptionen in Form von literarischen Werken, Hörspielen, Animationen und Franchises. So entstand im Jahr 2002 die von Tōei Animation produzierte Anime-Fernsehserie Kanon, die 2006 von Kyōto Animation neu verfilmt wurde. Beiden Verfilmungen gelang es, Kritiker solcher Umsetzungen zu überzeugen, da die Handlung im Gegensatz zu vorhergehenden Umsetzungen von Eroges wesentlich ausgewogener und unterhaltsamer sei.

## Handlung

### Vorgeschichte
Als kleiner Junge ist Yūichi Aizawa bei seiner Tante Akiko Minase zu Besuch, wo er zusammen mit seiner Cousine Nayuki Minase die Sommerferien verbringt. Er lernt dort die einsame und von ihren Freunden im Stich gelassene Mai Kawasumi kennen, zu der er eine für sie sehr wichtige Freundschaft aufbaut. Mai besitzt zu diesem Zeitpunkt keinerlei Freunde, da diese vor ihren besonderen Heilkräften Angst haben. Der Abschied fällt ihr so schwer, dass sie ihm gegenüber behauptet, dass Dämonen das Feld heimsuchen würden, wenn er geht. Dennoch reist er ab.
Ein Jahr später ist er erneut bei den Minases zu Gast. Bei der Suche nach der nicht auffindbaren Mai bemerkt er auf dem Monomi-Hügel einen kleinen, verwundeten Fuchs, den er mit nach Hause nimmt, um ihn gesund zu pflegen. Auch diesmal enden die Ferien, und so muss Yūichi den Fuchs auf dem Hügel aussetzen. Der verlassene und einsame Fuchs (Kitsune) bewirkte jedoch ein Wunder und taucht so neun Jahre später in der Gestalt von Makoto Sawatari wieder auf.
Zwei weitere Jahre später trifft Yūichi auf die weinende Ayu Tsukimiya. Sie hat vor kurzem ihre Mutter verloren und sitzt nun ratlos auf einer Bank. Um sie aufzumuntern, kauft Yūichi ihr ein Taiyaki, das fortan ihr Lieblingsessen wird. Als sich die beiden noch öfters treffen, verspricht er ihr, dass er ihr drei Wünsche erfüllen werde. Zwei dieser Wünsche kann er erfüllen, bevor Ayu am letzten Tag von einem Baum fällt und ihr Bewusstsein verliert. Yūichi geht jedoch davon aus, dass sie gestorben ist und rennt zurück in die Stadt. Dort trifft er seine Cousine Nayuki, die sich von ihm nur verabschieden und ihm ihre Zuneigung bekunden möchte. Er steht jedoch so unter Schock, dass er ihr Geschenk zerschlägt und wegrennt. Diese Situation ist der Auslöser dafür, dass Yūichi seine Erinnerungen an diese Zeit verliert und lange Zeit nicht in die Stadt zurückkehrt.

### Haupthandlung
Nach sieben Jahren verschlägt es Yūichi aus nicht weiter genannten Gründen erneut in die Stadt. Er kann sich fast nur noch an die Namen von Nayuki und Akiko erinnern und zieht kurz vor Beginn des neuen Schuljahres in die Wohnung der Minases ein. In Begleitung von Nayuki trifft er während eines Erkundungsganges auf den „Engel“ Ayu, der von einem normalen Menschen nicht unterscheidbar ist. Davon abgelenkt, sich aber nicht an die Ayu aus seiner Kindheit erinnernd, vergisst er die auf ihn wartende Nayuki, die daher schlecht gelaunt ist. Dies passiert ihm im Laufe der Handlung recht häufig, und Nayuki scheint sich irgendwann schon fast daran zu gewöhnen.
An seinem ersten Schultag lernt er alle für die Handlung relevanten Figuren kennen. Dazu gehören die stolze Kaori Misaka, die die Existenz ihrer Schwester leugnet, und ihr „Träger“ Jun Kitagawa, die beide zusammen mit Nayuki und ihm dieselbe Klasse besuchen. Auf einem Streifzug durch die Schule stößt Nayuki unabsichtlich mit Mai Kawasumi und ihrer Freundin Sayuri Kurata zusammen. Dabei fällt Yūichi vor allem die gleichgültigen und knappen Äußerungen von Mai auf und machen auf ihn einen bleibenden Eindruck. Nach Schulschluss trifft er erneut auf Ayu, die ihn auf dem Weg nach Hause geleitet. Seine tollpatschige Begleiterin rennt dabei derart gegen einen Baum das der herabfallende Schnee Shiori Misaka unter sich begräbt. Yūichi lernt dadurch die kranke Schwester von Kaori kennen, die bewusst ihre familiäre Verbindung zu ihr verschweigt. Nach dem Abschied von Ayu wird er auf dem Weg durch die Stadt von der hungrigen Makoto attackiert. Ihre Schläge sind aber so kraftlos, dass Yūichi sie mit einem Lächeln einstecken kann, bevor Makoto vor seinen Augen zusammenbricht. Er trägt sie zu seiner Gastwohnung zurück, wo sie wieder zu sich kommt und von Nayumi und Akiko umsorgt wird. Sie leidet an Amnesie, die durch ihre Verwandlung von einem Fuchs zu einem Menschen bedingt ist, und kann sich nur noch daran erinnern, auf Yūichi wütend zu sein. Einige Zeit später erinnert sie sich zumindest an ihren geborgten Namen. Akiko versuchte derweil vergeblich, über die Polizei herauszufinden, ob sie irgendwo vermisst wird. So beschließt das Familienoberhaupt Makoto bis auf weiteres in dem Haus aufzunehmen.
Ab diesem Punkt entwickeln sich im Spiel fünf nahezu voneinander unabhängige Handlungsstränge, die sich jeweils mit einer Hauptdarstellerin näher beschäftigen. In den Anime-Adaptionen laufen diese Geschichten zeitlich parallel ab, deren Höhepunkte aber zeitlich versetzt sind. Dabei kann sich Yūichi an immer mehr Bestandteile seiner Vergangenheit erinnern, schafft es jedoch erst im letzten Abschnitt, wo er das Rätsel hinter dem „Engel“ Ayu löst, sich vollständig an seine Vergangenheit zu erinnern.

## Figuren
Der überwiegende Teil der auftretenden Figuren ist weiblich. Protagonist ist jedoch der Jugendliche Yūichi Aizawa, der sich nicht an seine Vergangenheit erinnern kann und hauptsächlich mit den fünf weiblichen Heldinnen Ayu Tsukimiya, Nayuki Minase, Makoto Sawatari, Shiori Misaka und Mai Kawasumi involviert ist. Er liebt es mit sarkastischen, nahezu zynischen, Bemerkungen die Heldinnen zu traktieren und genießt ihre unterschiedlichen Reaktionen.
Die weiblichen Figuren wurden mit sehr unterschiedlichen Charaktereigenschaften entworfen, um ein breites Publikum anzusprechen. So zeichnet sich Mai durch einen gewissen Stolz aus, den sie trotz ihrer Gleichgültigkeit und kargen Wortwahl behält. Nayuki schwankt zwischen einer ordentlichen, engagierten Natur und einer immer wiederkehrenden Müdigkeit. Ayu und Makoto sind beide sehr aufgedreht und energetisch, wobei Ayu sehr einfach einzuschüchtern ist. Beide haben auch die Angewohnheit beständig einen Laut mit unterschiedlicher Betonung zum Ausdruck von Gefühlen von sich zu geben.
Hinzu kommen weitere Figuren aus der Schule und der näheren Umgebung. Diese spielen aber eine untergeordnete Rolle, liefern aber immer wieder wertvolle Hinweise zur Aufklärung der Vergangenheit. Sie bauen keine tiefere Beziehung zu Yūichi auf und dienen hauptsächlich als Bindeglied zwischen den einzelnen Figuren.

## Spielmechanik

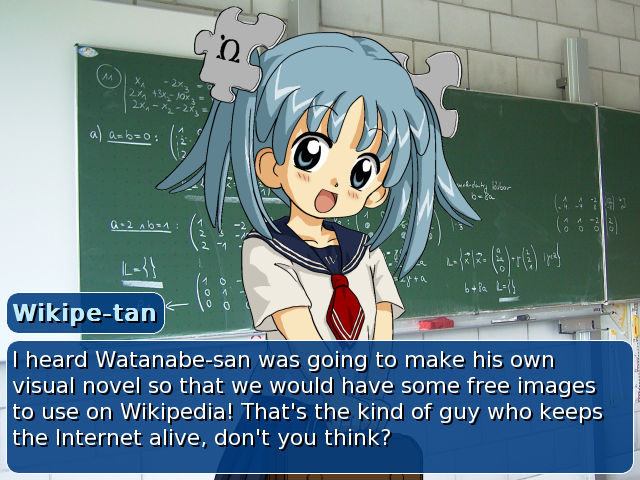
Typisches Erscheinungsbild von japanischen Adventures

Kanon enthält die typischen Elemente eines Ren’ai-Adventures und verlangt vom Spieler nur eine recht eingeschränkte Interaktion. Die meiste Zeit ist der Spieler damit beschäftigt die grafisch ausgegebenen Texte zu verfolgen. Auf diese Art werden Dialoge zwischen den einzelnen Charakteren und die inneren Gedanken des Protagonisten präsentiert, während stimmungsvolle Hintergründe und die Mimik der dargestellten Charaktere die Situationen unterstützen. Bei späteren Neuveröffentlichungen des Spiels wurden diese Dialoge zusätzlich gesprochen. An bestimmten Punkten der Handlung wird dem Spieler eine Auswahlmöglichkeit aus vorgegebenen Optionen gegeben. Je nach Auswahl ist es so dem Spieler möglich, die Handlung in eine gewisse Richtung zu lenken, wobei ihm die Auswirkungen nicht immer bewusst sind oder nicht vorhergesagt werden können. Die zeitlichen Abstände zwischen solchen Abfragen variieren zwischen einigen Sekunden bis hin zu mehreren Minuten.
Es gibt insgesamt fünf verschiedene Handlungsstränge, die der Spieler einschlagen kann. Jeder von ihnen setzt sich intensiver mit einem der weiblichen Hauptcharaktere auseinander. Um jeden dieser Stränge durchzuspielen, ist es notwendig, das Spiel mindestens fünfmal durchzuspielen und durch die Auswahl bestimmter Möglichkeiten das Spiel in die entsprechende Richtung zu lenken. Die Originalfassung des Spieles besitzt jedoch auch Züge eines Erogē. So ist es dem Spieler möglich, durch bestimmte Kombinationen von Antworten Hentai-Szenen freizuschalten, in welchen Yūichi jeweils mit einer der Darstellerinnen involviert ist. Yūichi Suzumoto, der erst nach der Fertigstellung von Kanon anfing, für Key zu arbeiten, merkte an, dass die sexuellen Szenen in Kanon kein relevanter Bestandteil der Handlung sind und sie sich deshalb auch einfach entfernen ließen.

## Entwicklung

### Entstehung
Nach der Fertigstellung von Moon. und One – Kagayaku Kisetsu e im Jahr 1998 wurde der Spieleentwickler Tactics, einem Seitenarm des Publishers Nexton, vom Kern seiner Belegschaft verlassen. Diese gründete Ende desselben Jahres mit Key ihr eigenes Unternehmen. So begann die junge Formierung unter dem Publisher Visual Art’s mit der Entwicklung seines ersten Projekts – Kanon.
Von One – Kagayaku Kisetsu e wurde dabei das von Jun Maeda entworfene, jedoch auf To Heart basierende, Grundkonzept einer tränenreichen und anrührenden Handlung übernommen. Naoki Hisaya übernahm die Planung des Vorhabens und arbeitete zusammen mit Jun Maeda die Handlung des Spieles aus. Hisaya schrieb dabei die Szenarien für die Figuren Ayu, Nayuki und Shiori, während Maeda jene für Mai, Makoto und die Nebenfigur Sayuri verfasste. Itaru Hinoue, eine mittlerweile recht bekannt gewordene Zeichnerin, übernahm die künstlerische Leitung und das Charakterdesign. Die Erstellung der Computergrafiken übernahmen die Mitarbeiter Din, Miracle Mikipon und Shinory, während Torino die Szenenhintergründe zeichnete. Zur musikalischen Untermalung wurden hauptsächlich von OdiakeS und Shinji Orito komponierte Stücke verwendet. Für den Vor- und Abspann wurden die Titel Last regrets und Kaze no Tadoritsuku Basho aufgenommen, die auf dem Album Anemoscope veröffentlicht wurden. Nach der Fertigstellung des Spiels verließen sowohl Naoki Hisaya als auch OdiakeS das Unternehmen, um bei anderen Produktionen mitzuwirken.
Als technisches Grundgerüst wurde die Spiel-Engine AVG32 verwendet, die Visual Art’s selbst entwickelte und seinen Spieleentwicklern zur Verfügung stellte.

### Szenerie und thematische Gestaltung
In Kanon wird die gesamte Szenerie in einer winterlichen Landschaft präsentiert und sporadisch fallender Schnee als gestalterisches Mittel eingesetzt. Eine Ausnahme bildet der immergrüne, frühlingshafte und für den Handlungsstrang von Makoto wichtige Monomi-Hügel. Die Szenenbilder basieren auf Fotografien der Städte Moriguchi, Yokohama, Tokio und Sapporo, welche zu einem Areal zusammengesetzt wurden. So wurde beispielsweise die Präfekturfachschule für Krankenpflege Nord-Tama (東京都立北多摩看護専門学校) als Oberschule verwendet. Key nutzte auch in nachfolgenden Werken immer wieder reale Orte als Vorlagen für die Spielumgebung. Die Namen der Orte werden in den Werken jedoch nur selten erwähnt. Die begleitende Musik ist an die Harmonie-Folge Kanon und Gigue in D-Dur, dem populärsten Werk des Nürnberger Barockkomponisten Johann Pachelbel, angelehnt. Diese Melodie wurde auch in den meisten Adaptionen übernommen.
Die Handlung ist bewusst so angelegt, dass viele Punkte der Vergangenheit auf Versprechungen beruhen, denen Yūichi meist nicht nachkommen kann, da er sein Gedächtnis verlor, und so viele der Charaktere auf die Erfüllung dieser Versprechen warten. Sie sind aber ihm gegenüber so rücksichtsvoll, dass sie ihm nichts davon erzählen, bis er selbst die Erinnerungen zurückgelangt und sich dafür entschuldigen oder sie erfüllen kann.

## Veröffentlichungen
Kanon wurde erstmals in Japan am 4. Juni 1999 auf CD-ROM veröffentlicht und setzte einen PC mit Windows 95 als Betriebssystem voraus, war jedoch auf dem kurze Zeit später erschienenen Windows 2000 nicht spielbar. Am 7. Januar 2000 erschien eine für alle Altersklassen freigegebene Fassung des Spieles, bei der pornografische Szenen herausgenommen oder ersetzt wurden. Beide von Visual Art’s veröffentlichte Fassungen enthielten noch keine Sprachausgabe der Charaktere, die erst mit den Adaptionen für Spielekonsolen hinzukam.
Für den Sega Dreamcast erschien am 14. September 2000 eine erste Portierung des Spiels auf eine Spielekonsole, die wie alle folgenden Konsolenfassungen auf der zensierten Variante beruhte. Die Charaktere wurden bei allen Konsolenportierungen, mit der Ausnahme des Protagonisten Yūichi, vertont. Eine auf die PlayStation 2 portierte Version, bei der zum ersten Mal das Design des Covers geändert wurde, erschien am 28. Februar 2002. Nachdem das Spiel sich für die Spielekonsole sehr gut verkauft hatte, erschien nach zwei Jahren am 22. Dezember 2004 die „Best Version“, welche zum halben Preis des Originals verkauft wurde. Sowohl die Dreamcast- als auch die Playstation-Variante wurde von NEC Interchannel verlegt.
Am 26. November 2004 wurde die Neuauflage von Visual Art’s als Kanon Standard Edition auf DVD angeboten, die auch auf den neueren Windows-Versionen 2000 und XP lauffähig war. Sie enthielt wieder, wie die erstveröffentlichte Variante, pornografisches Material und wurde durch eine erneut zensierte Fassung am 28. Januar 2005 ergänzt. Die erste von Prototype unter der Marke Visual Art’s Motto angepasste Veröffentlichung des Spiels für die PlayStation Portable erschien am 15. Februar 2007 und wurde zusammen mit einer zusätzlichen DVD als Extra verkauft. Auf dieser befanden sich Kommentare der fünf Sprecherinnen der weiblichen Charaktere und ein überarbeiteter Vorspann von Kanon. Das Spiel selbst enthielt auch eine Sprachausgabe von Yūichi, der von Tomokazu Sugita gesprochen wurde.
Für Mobilfunkgeräte des FOMA und des Mobilfunkanbieters SoftBank Mobile wurde ebenfalls eine Umsetzung ohne Sprachausgabe durch Prototype erstellt.
Das Spiel wurde bisher nur innerhalb Japans veröffentlicht und es gibt bisher auch keine Pläne das Spiel in eine andere Sprache zu übersetzen. Eine teilweise Übersetzung wurde jedoch von Fans erstellt.

## Adaptionen

### Light-Novel-Zyklus
Knapp ein halbes Jahr nach der Veröffentlichung des Spieles wurde im Zeitraum vom Dezember 1999 bis zum August 2000 ein fünf Ausgaben umfassender Light-Novel-Zyklus durch Paradigm veröffentlicht. Die Bücher wurden von Mariko Shimizu geschrieben und von Itaru Hinoue illustriert, die bereits die künstlerische Leitung bei der Entwicklung des Spiels übernommen hatte. Sie zeichnete die Abbildungen der Bücher und entwarf die Gestaltung der Einbände. Jedes dieser Bücher konzentrierte sich auf eine der fünf weiblichen Hauptcharaktere und verfolgte die gleiche Handlung wie das Spiel.
- Yuki no Shōjo (雪の少女, dt. „Schneemädchen“), Anfang Dezember 1999, Nayuki
- Egao no Mukōgawa ni (笑顔の向こう側に, dt. „Die andere Seite des Lächelns“), Ende Dezember 1999, Shiori
- Shōjo no Ori (少女の檻, dt. „Mädchenkäfig“), April 2000, Mai
- The fox and the grapes (dt. „Der Fuchs und die Trauben“), Juni 2000, Makoto
- Hidamari no Machi (日溜まりの街, dt. „Sonnige Stadt“), August 2000, Ayu

### Hörspielreihen
Es wurden drei vollständige Hörspielreihen von Movic veröffentlicht, die jeweils fünf CDs umfassen und über einen Zeitraum von drei Jahren vom 29. September 2000 bis zum 26. April 2003 veröffentlicht wurden. Die beiden erstveröffentlichten Ausgaben Kanon und Kanon anthology beschäftigten sich pro CD mit einer der Hauptcharakterinnen, wobei auf dem Cover der entsprechende Charakter abgedruckt war. Die dritte Reihe war eine Anthologie, bei der die Charakterin Akiko Minase in verschiedenen Variationen als Coverbild verwendet wurde.

### Manga
Die erste Adaption in Form eines Mangas wurde beginnend am 21. Oktober 2000 innerhalb des japanischen Manga-Magazins Comic Dengeki Daiō veröffentlicht und lief dort bis zum 21. Mai 2002. Zeichner Petit Morishima übernahm die Handlung des Ren’ai-Adventures und gliederte sie in sechs Kapitel. Im Ersten wird eine Einführung in die Handlung von Kanon gegeben, die im Letzten zum Abschluss gebracht wird. Die vier dazwischen liegenden Kapitel behandeln jeweils eine der Heldinnen in der Reihenfolge: Shiori Misaka, Makoto Sawatari, Mai Kawasumi und Ayu Tsukimiya. Für Nayuki Minase wurde kein eigenes Kapitel gezeichnet, jedoch taucht sie dafür in fast allen Szenen zusammen mit Yūichi auf. Da der Manga ein wesentlich größeres Gewicht auf die Geschichte von Ayu legte, wurden gegenüber der Vorlage die Handlungen der anderen Charaktere vorzeitig abgebrochen. Im Anschluss zur Veröffentlichung innerhalb des Magazins wurde der Manga in Form zwei Tankōbon-Ausgaben zusammengefasst und durch den Verlag Media Works unter dem eigenen Label Dengeki Comics erneut veröffentlicht.
Ein zweiter Manga Kanon: Honto no Omoi wa Egao no Mukōgawa ni (Kanon ホントの想いは笑顔の向こう側に, dt. „Kanon: Die wahren Gedanken der anderen Seite des Lächelns“) mit dem Untertitel each regret of Kanon wurde vom 29. Juni 2006 bis zum 20. Oktober 2007 im japanischen Manga-Magazin Dragon Age Pure veröffentlicht, das vom Publisher Fujimi Shobō herausgegeben wird. Auch dieser von Kensha Shimotsuki gezeichnete Manga orientiert sich an der Handlung des Spiels und wurde in Form von zwei Tankōbon veröffentlicht. Die erste, fünf Kapitel umfassende Ausgabe wurde am 1. April 2007 veröffentlicht und konzentrierte sich auf die Geschichte von Nayuki. Am 8. Dezember 2007 wurden die verbleibenden vier Kapitel, welche sich hauptsächlich mit den anderen Hauptcharakteren beschäftigen, veröffentlicht. Beide Ausgaben wurden ebenfalls von Fujimi Shobō veröffentlicht.

#### Anthologien
Neben diesen beiden Veröffentlichungen wurden auch viele verschiedene Anthologien veröffentlicht, welche von einer Vielzahl von Künstlern erstellt wurden. Die erste Ausgabe einer solchen Anthologie-Reihe wurde vom Publisher Ichijinsha unter dem Titel Kanon Comic Anthology herausgegeben und wurde ab dem 25. November 2000 unter dem hauseigenen Label DNA Manga Comics verkauft. Bis zum 26. Dezember 2002 wurden von der Reihe 14 Ausgaben angeboten. Eine 15. Ausgabe erschien vor der Veröffentlichung der zweiten Anime-Fernsehserie am 24. Februar 2006. Ichijinsha veröffentlichte ebenfalls zwei weitere Ausgaben, welche in Form eines Yonkoma mit dem Titel Kanon 4-koma Kings am 25. April 2001 und 25. Juni 2001 veröffentlicht wurden.
Eine weitere Anthologie wurde von Softgarage herausgegeben. Die als Kanon Anthology Comic bezeichnete Einzelausgabe wurde am 20. Dezember 2002 in Japan veröffentlicht. Haru Urara: Kanon & Air (春うらら 〜Kanon&AIR〜傑作選), eine Zusammenstellung von einzelnen Manga zu Kanon und Air, wurde von Ohzora ab dem 17. April 2004 verkauft. Im Zeitraum vom 17. April 2004 bis zum 18. August 2004 entstanden noch fünf weitere einzelne Werke von verschiedenen Künstlern, die ebenfalls von Ohzora herausgegeben wurden. Zwei Jahre später, am 26. Dezember 2006 und 31. Januar 2007, veröffentlichte der Publisher die Manga erneut in Form von zwei Anthologien mit dem Titel Kanonアンソロジーコミックス ベストセレクション. Zusätzlich veröffentlichte Ohzora noch 13 weitere Ausgaben einer Anthologie mit dem Titel Kanon und dem eigenen Label Twin Heart Comics. Jede dieser Anthologiereihen wurde durchschnittlich von 20 Künstlern und Schreibern bearbeitet.
Der mittlerweile nicht mehr existierende Publisher Raporto veröffentlichte ebenfalls 16 Anthologien unter dem Titel Kanon. Die letzte bekannte Veröffentlichung war die am 29. Januar 2007 von Enterbrain herausgegebene Anthologie Magi-Cu 4-koma Kanon im Stile eines Yonkoma.

### Anime
Kanon wurde in Form von zwei Anime-Fernsehserien adaptiert. Die erste Verfilmung war eine 2002 von Tōei Animation produzierte Serie mit dem gleichnamigen Titel Kanon. Sie besaß einen Umfang von 13 Folgen und wurde erstmals vom 31. Januar 2002 bis zum 28. März 2002 kurz nach Mitternacht auf dem japanischen Sender Fuji TV übertragen. Trotz eines nur mäßigen Erfolges erschien am 3. Mai 2003 eine zusätzliche Folge als OVA. Die DVD trug den Titel Kanon: Kazahana (カノン 風花, Kazahana (wörtlich: „Windblume“) bezeichnet tanzende Schneeflocken bei klarem Himmel) und wurde ebenfalls von Toei Animation produziert.
Eine vollständige Neuverfilmung mit einer Länge von 24 Folgen erschien im Jahr 2006 ebenfalls unter dem Namen Kanon. Die von Kyōto Animation animierte Serie lief vom 5. Oktober 2006 bis zum 15. März 2007 erstmals auf dem japanischen Fernsehsender BS-i und wurde später in Japan und synchronisiert in den Vereinigten Staaten auf DVD angeboten.

## Musik

### Auf dem Spiel aufbauende Produktionen
Aufbauend auf der Musik des Spiels entstanden mehrere Alben und eine Single, die großteils von denselben Künstlern erstellt wurden, die bereits die Musik des Spiels verfassten. Als ständig wiederkehrendes Element tauchen die beiden Titel Last regrets und Kaze no Tadoritsuku Basho in fast allen dieser Produktionen auf. Ersterer, der auch im Vorspann des Spiels verwendet wurde, stammt aus der Feder von Jun Maeda und wurde von der Sängerin Ayana gesungen. Die Melodie des Abspanns wurde von Shinji Orito komponiert. Das Arrangement der beiden Stücke übernahm Kazuya Takase von I’ve Sound, der im Abspann der CDs als I’ve aufgeführt wurde.
- Anemoscope: Das erste Musikalbum Anemoscope wurde ab dem 4. Juni 1999 zusammen mit der ersten Version des Spiels verkauft. Es ist eine zwölf Titel umfassende und 54 Minuten lange Zusammenstellung aus der Hintergrundmusik des Adventures und den beiden Originalfassungen von Last regrets und Kaze no Tadoritsuku Basho. Die anderen zehn Stücke wurden von Shinji Orito, Magome Togoshi und OdiakeS arrangiert.[25] Im Beiheft der CD standen Gedichte von Jun Maeda, die winterliche Landschaften beschrieben. Aber auch die Musik soll das Gefühl einer Winterlandschaft und die Erwartungshaltung eines bevorstehenden Frühlings ausdrücken.[26]
- Last regrets / Place of wind which arrives: Diese am 23. November 1999 in limitierter Auflage erschienene Single beinhaltete sieben Titel, einschließlich der instrumentalen Versionen von Last regrets und Kaze no Tadoritsuku Basho. Dazu kamen noch drei aus dem Spiel bisher nicht veröffentlichte Melodien. An der Single arbeitete dasselbe Team, welches zuvor Anemoscope erstellt hatte. Obwohl die CD nur in limitierter Auflage erschien, wurde sie ebenfalls auf dem Comiket 57 am 24. Dezember 1999 angeboten. Sie enthielt noch einen weiteren versteckten achten Titel: eine Version von Last regrets, die von Kazuya Takase mit männlicher Stimme gesungen wurde, der nach einer langen Pause hinter dem letzten Titel der CD folgte.[25]
- Recollections: Das 13 Titel umfassende Album besteht im Wesentlichen aus einer Zusammenstellung der beiden zuvor veröffentlichten CDs, wovon sieben Titel von Anemoscope und drei Titel von Last regrets / Place of wind which arrives übernommen wurden. Hinzu kamen noch drei weitere Titel, von denen zwei aus der Hintergrundmusik des Spieles übernommen wurden und einer ein Remix des Vorspann-Themas Last regrets ist, der von der japanischen Sängerin Lia gesungen wurde. Das Arrangement des Stücks übernahm Ryō Okabe. Das Album wurde erstmals am 29. Dezember 2001 auf dem Comiket 61 herausgegeben. Als zweites Album des Label Key Sounds Label wurde es ab dem 29. November 2002 großflächig angeboten.[27]
- Kanon Original SoundTrack: Nach dem Erfolg der ersten Anime-Fernsehserie Kanon wurde unter dem Titel Kanon Original SoundTrack ein weiteres Album zusammengestellt, welches viele Titel der vorherigen Veröffentlichungen aufgreift. Das auf einer CD 24 Titel umfassende Album erschien am 25. Oktober 2002 unter dem Label Key Sounds Label und enthielt wie Last regrets / Place of wind which arrives einen versteckten Titel – Yuki no Shōjo aus dem Album Anemoscope. Mit mehr als 73 Minuten Länge war es bis dahin das umfangreichste Album, was zum Spiel veröffentlicht wurde, und mit einem Erstverkaufspreis von 2.310 Yen auch das Teuerste.[27]
- Re-feel: Das Album Re-feel ist eine Mischung der Titel von Kanon und des Nachfolgers Air, die in einer Piano-Version aufgenommen wurden. Es wurde erstmals am 28. Dezember 2003 auf dem Comiket 65 angeboten und beinhaltet insgesamt zehn Titel, die sich in gleichen Teilen auf beide Spiele aufteilen. Mit Ausnahme der Titel Shōjo no Ori (少女の檻) und Yume no Ato (夢の跡), welche Riya von eufonius bearbeitete, wurden alle Titel von Ryō Mizutsuki arrangiert. Er wurde im Abspann des unter dem Label Key Sounds Label veröffentlichten Album als Kiyo aufgeführt.[28]
- Ma-Na: Dieses Album ist eine Zusammenstellung von neu arrangierten Stücken der Hintergrundmusik der von Key produzierten Spiele Kanon, Air, Planetarian: Chiisana Hoshi no Yume und Clannad. Die vier längeren Stücke der CD wurden von Jun Maeda, Shinji Orito und Magome Togoshi produziert. Das Album wurde erstmals am 12. August 2005 auf dem Comiket 68 angeboten und wurde seitdem unter dem Label Key Sounds Label angeboten.[27]

### Auf der ersten Fernsehserie aufbauend
Analog zum Spiel entstanden auch für die Serie zwei Titel für den Vor- und Abspann. Dies waren Florescence und Flower, die beide von Naomi Kosaka geschrieben, von der Sängerin Miho Fujiwara interpretiert und von Hiroyuki Kōzu arrangiert wurden. Florescence wurde von Kōji Ueno und „Flower“ von Masato Kamato komponiert. Sie wurden auf fast allen der zum Anime veröffentlichten Alben in ursprünglicher oder neu abgemixter Fassung inkludiert. Sämtliche Musikproduktionen, die mit dem ersten Anime in Verbindung stehen, wurden von dem Musikverlag Movic herausgegeben.
- TV Animation-ban Kanon Sound Track vol. 1 (TVアニメーション版 Kanon Sound Track vol. 1): Der erste Original Soundtrack zur 2002 übertragenen Anime-Fernsehserie erschien innerhalb Japans am 5. Mai 2002. Die 31 Titel wurden von Shinji Orito, Kōji Ueno und Hiroyuki Kōzu komponiert. Einige der Titel sind dem Spiel entnommen, wurden jedoch neu arrangiert. Die ursprüngliche Fassung der CD wurde in einem für DVDs typischen Keep Case angeboten.
- Florescence / Flower: Die am 7. Juni 2002 in Japan von Movic veröffentlichte Single wurde in einer regulären und einer limitierten Auflage herausgegeben. Letztere beinhaltet neben den verschiedenen Varianten der beiden Titel Florescence und Flower noch zwei zusätzliche instrumentale Stücke. Der Hintergrundgesang der instrumentalen Variante von Flower wurde von Miho Fujiwara gesungen. Das zweite Extra war eine nicht in der Fernsehserie verwendete Melodie des Charakters Akiko Minase.
- TV Animation-ban Kanon Sound Track vol. 2 (TVアニメーション版 Kanon Sound Track vol. 2): Der zweite Original Soundtrack zur Serie wurde ab dem 5. Juli 2002 angeboten. Auf den zwei CDs befinden sich 55 Titel, die von Shinji Orito, Kōji Ueno und Hiroyuki Kōzu komponiert wurden. Von vielen Titel sind mehrere Varianten erstellt worden; einige basieren auf der Musik des Ren’ai-Adventures.
- Orgel de kiku Sakuhin-shū (オルゴールで聴く作品集, Orugōru de kiku Sakuhin-shū): Das am 25. Juli 2003 veröffentlichte Album beinhaltete 15 Titel, die der Hintergrundmelodie des Anime entnommen wurden. Die von Kōji Ueno, Hiroyuki Kōzu und Masato Kamato komponierten und von Minami Nozaki arrangierten Titel konzentrierten sich dabei besonders auf einzelne Instrumente. Dazu gehören Spieldosen (jap. orgel, aus dem Niederländischen), Pianos, Harfen, Flöten, Akustische Gitarren und Streichinstrumente.

### Auf der Neuverfilmung der Fernsehserie aufbauend
- Last regrets / Kaze no Tadoritsuku Basho (Last regrets / 風の辿り着く場所): Die Vor- und Abspannmusik der von Kyōto Animation produzierten Serie basierte auf der Originalversion von Last regrets und Kaze no Tadoritsuku Basho. Beide Titel wurden im Original, in einer für die Fernsehserie neu arrangierten Fassung und in einer „memorial mix“ genannten Variation, die von Manack erstellt wurde, auf der sechs Titel umfassenden Single Last regrets / Kaze no Tadoritsuku Basho veröffentlicht. Sie erschien am 28. Dezember 2006 unter dem Label Key Sounds Label und war die einzige Musikproduktion, die zur zweiten Anime-Umsetzung entstand, sowie die letzte bisher zu Kanon erschienene Musikproduktion.[27]

## Franchises
Aufgrund der großen Bekanntheit von Kanon und besonders der zweiten Anime-Adaption im Jahr 2006 erschienen zahlreiche Produkte mit Aufdrucken der Spielfiguren. Dazu gehörten beispielsweise Kaffeetassen, Sammelkarten und Poster, aber auch Resinefiguren und Artbooks.

### Resinefiguren
Im Jahr 2007 erschienen mindestens fünf Resinefiguren die den Charakter Ayu in verschiedenen Darstellungen zeigen. Dazu gehört eine Chibi-Version in weihnachtlicher Bekleidung die am 29. Januar 2007 von Movic angeboten wurde. Weitere Figuren stammen von Russian Blue, Kotobukiya und Max Factory. Auch zu den anderen Charakteren erschienen solche Figuren bei diversen Herstellern, wobei der Sexappeal nicht im Zentrum stand.

### Artbooks
Ein erstes Artbook erschien im November 2000 bei Enterbrain. Das Buch Kanon: Kōshiki Genga Settei Shiryōshū – The Ultimate Art Collection of “Kanon” (Kanon: 公式 原画・設定資料集 – The Ultimate Art Collection of „Kanon“, dt. „Kanon: Offizielle Originalbilder- und Entwurfsmaterialsammlung – Die ultimative Kunstsammlung von ‚Kanon‘“, ISBN 4-7577-0244-2) enthielt auf 239 Seiten zahlreiche Illustrationen und Konzeptskizzen die mit verschiedenen Kommentaren zu Szenen oder Handlung verbunden waren.
Zur Erstverfilmung wurde am 20. Juni 2002 ein Artbook mit dem Titel Kanon the animation – Dream Days ISBN 4-04-853522-6 durch Kadokawa Shoten veröffentlicht. Es bot eine Einführung zu den Charakteren, Illustrationen und Interviews mit Beteiligten an der Produktion.
Ichijinsha veröffentlichte am 25. Juli 2007 mit Kanon Visual memories ISBN 4-7580-1079-X ebenfalls ein 127 Seiten starkes Artbook. Im Zentrum dieses Buches stand die Neuverfilmung aus dem Jahr 2006 und ist inhaltlich mit der Veröffentlichung von Kadokawa Shoten vergleichbar. Als Zugabe wurde eine Audio-CD beigelegt, die 86 Variationen von Ayus Laut ugū enthielt, die von Yui Horie gesprochen wurden. Die Ausrufe sind jeweils nur zirka zwei Sekunden lang, so dass immer wieder stille Pausen zwischen den ugūs liegen.

## Synchronsprecher
| Rolle           | japanischer Sprecher (Seiyū)                               |
| --------------- | ---------------------------------------------------------- |
| Yūichi Aizawa   | Atsushi Kisaichi (PSP-Spiel)                               |
| Ayu Tsukimiya   | Yui Horie                                                  |
| Nayuki Minase   | Mariko Kōda                                                |
| Makoto Sawatari | Mayumi Iizuka                                              |
| Mai Kawasumi    | Yukari Tamura                                              |
| Shiori Misaka   | Hiroko Konishi (DC- und PS2-Spiel), Akemi Satō (PSP-Spiel) |
| Sayuri Kurata   | Tomoko Kawakami                                            |
| Akiko Minase    | Yūko Minaguchi                                             |
| Kaori Misaka    | Ayako Kawasumi                                             |
| Mishio Amano    | Maaya Sakamoto                                             |
| Jun Kitagawa    | Tomokazu Seki                                              |
| Kuze            | Hiroshi Kamiya                                             |

## Rezeption

### Kritiken zum Spiel
Die Handlung von Kanon wurde als normal bis hin zu ungewöhnlich beschrieben, was zusammen genommen eine Geschichte ergibt, die den Spieler fesselt. So baue sich fortwährend eine Spannung auf, die zusammen mit der dramatischen Inszenierung es vermochte, Tränen in den Augen herbeizuführen, die aber aufgrund der guten Enden bald wieder vergessen seien. Die Charaktere würden durch ihr unterschiedliches Verhalten auch dazu einladen, mehrfache Versuche zu wagen, um jeden der Handlungsstränge auszuprobieren.

“From the amazingly beautiful opening of the game, through the long storyline for each character, to the wonderfully upbeat ending, this game is a marvel. It surprises you at every step and keeps the tension up right until the end.”

„Vom verblüffend schönen Vorspann, über die lange Handlung jedes Charakters, bis zum wunderbar fröhlichen Ende, ist dieses Spiel ein Wunderwerk. Es überrascht einen bei jedem Schritt und hält die Spannung bis zum Ende aufrecht.“

Obwohl die Grafiken zum Zeitpunkt westlicher Kritiken, die aufgrund der rein japanischen Lokalisierung auch nicht zahlreich vorhanden sind, im Vergleich zu neueren Spielen wie etwa D. C. II – Da Capo II nicht mehr standhalten können, lobten die Kritiker die detailreiche Umsetzung. Einziger Wermutstropfen sei die fehlende Sprachausgabe in den ersten PC-Fassungen, da das beständige Lesen ziemlich anstrengend werden könne. Im Ganzen sei es aber das wohl beste Spiel des Genres gewesen, welches im Jahr 1999 produziert wurde.

### Verbreitung
In den wöchentlichen nationalen Verkaufscharts der Bishōjo-Spiele stieg die Erstveröffentlichung von Kanon direkt mit dem 2. Platz ein. Mit insgesamt 39.683 verkauften Spielen war Kanon das siebtmeistgekaufte Bishōjo-Spiel des Jahres 1999. Drei Jahre später, im Juni 2002, war das Spiel im Zuge der laufenden Anime-Fernsehserie erneut auf Platz 45 aufzufinden, wo es in den folgenden Wochen auf Platz 46 verharrte. Im Juli stieg es sogar noch einmal auf Platz 41 und war mit Abstand das älteste Spiel der Charts.

“Kanon was considered by many as the best PC bishoujo game for 1999, having apparently reduced many gamers to tears.”

„Kanon wurde von vielen als das beste 1999 veröffentlichte Bishōjo-Spiel für den PC angesehen, welches offenbar viele Spieler zu Tränen gerührt hat.“

Die 2004 veröffentlichte Kanon Standard Edition tauchte in die Verkaufscharts von Peaks Inc. in der ersten Verkaufswoche auf Platz 16 ein und verweilte für einen Zeitraum von zwei Monaten innerhalb der ersten 50 Platzierungen. Die für alle Altersklassen freigegebene Fassung stieg mit Platz 42 in das Ranking ein, konnte sich allerdings im nächsten Monat bis auf Platz 35 steigern. Anschließend war es nicht mehr unter den meistverkauften Spielen vorzufinden.
In der ersten Woche wurden von der Portierung auf den Dreamcast 42.379 Exemplare verkauft. Damit war es das viert-meistverkaufte Konsolenspiel in dieser Woche; mit insgesamt 49.047 Verkäufen (86,40 % wurden innerhalb der ersten Woche verkauft) belegt das Spiel den 57. Platz in der Liste der meistverkauften Spiele für den Dreamcast.
Fünf Tage vor der Veröffentlichung des Spiels für die Playstation 2 wurde mit dem MPR-505 ein Drucker für die Konsole verkauft, der es erlaubte Szenen aus den Spielen auszudrucken. Zu den ersten drei unterstützen Spielen gehörten Kanon, America Ōden Ultra Quiz und Marle de Jigsaw.
Insgesamt wurden von Kanon mehr als 300.000 Kopien (ohne Zählung der Verkäufe für die Playstation Portable) verkauft.

### Kultureller Einfluss
Bei der Entwicklung von Kanon übernahmen die Mitarbeiter von Key von ihrem vorherigen Werk One – Kagayaku Kisetsu e das Grundkonzept einer tränenreichen und anrührenden Handlung, die wiederum auf Leafs To Heart zurückgeht. Der Erfolg von One – Kagayaku Kisetsu e und Kanon sorgte dafür, dass dieses Grundkonzept auch jenes ist, auf den alle nachfolgenden Spiele von Key basieren, aber auch von anderen Software-Häusern übernommen wurde, wie D.O. mit Kana – Imōto, KID mit Memories Off, Circus mit D.C. – Da Capo, Studio Mebius mit Snow und minori mit Wind – a breath of heart. Es verhalf damit diesem Nakigē genannten Genre zum Durchbruch und „zementierte“ es als neue Strömung innerhalb der Eroge, die mehr auf Handlung als auf Sex setzt.
Die Charaktere aus Kanon wurden von mehreren Dōjin-Spielen übernommen. So stammen die meisten Charaktere des von Twilight Frontier erstellten Kampfspiels Eternal Fighter Zero aus Kanon und dem zuvor veröffentlichten One – Kagayaku Kisetsu e. In Glove on Fight, ebenfalls ein Kampfspiel, tauchten Ayu Tsukimiya and Akiko Minase zusammen mit verschiedenen anderen Charakteren auf, die anderen Medien entnommen wurden. Innerhalb der Szene ist Ayu Tsukimiya eine der bekanntesten Figuren überhaupt und wird von einigen als populärster Gal Game Charakter angesehen.
Im August 2007 führte das Dengeki G’s Magazine eine Umfrage durch und fragte die Leser nach den fünfzig besten Gal Games. Von insgesamt 249 Titeln erreichte Kanon mit 71 Stimmen den fünften Platz. Zwar musste sich Kanon dem hauseigenen Clannad (114 Stimmen) deutlich geschlagen geben. Jedoch erreichte selbst das zweitplatzierte Fate/stay night nur 78 Stimmen und lag damit nur knapp vor dem mehr als sieben Jahre alten Titel.

### Einfluss auf das Unternehmen
Jun Maeda traf im März 2001 die Aussage, dass es der Erfolg Kanons war, der Key veranlasste sich auch weiterhin Spielen zu widmen, welche eine recht ruhige Handlung verfolgten. Weiterhin fügte er hinzu, dass nicht nur er selbst diesen Gedanken gehabt habe. So erschienen mit Air und Clannad ähnlich konzipierte Nachfolger. Auf den Romanautor Yūichi Suzumoto machte das 1999 veröffentlichte Spiel einen so überzeugenden Eindruck, dass er Visual Art’s beitrat und dort ab Februar 2000 als Drehbuchautor für deren Marken tätig wurde. Er gab in einem im März 2001 gehaltenen Interview bekannt, dass er die Handlung von Kanon als ein glückliches Ende von Prinz und Prinzessin zusammenfassen würde, welches nicht verrät, was danach passieren könnte.
Die beiden Charaktere Yūichi Aizawa und Jun Kitagawa wurden in nur leicht veränderter Art in Clannad als Tomoya Okazaki und Yōhei Sunohara wieder aufgegriffen.